# Radio Miraflores
Radio Miraflores fue una radioemisora peruana comercial que transmitía desde la Ciudad de Lima.

## Historia
Esta radioemisora comenzó el 3 de noviembre de 1935, fundada por los hermanos Clemente, Ricardo y Clemencia Palma Schmalz, nietos del escritor Ricardo Palma e hijos de un director de la Biblioteca Nacional del Perú en una casa de la Calle Alcanfores en el distrito de Miraflores, de ahí el nombre de la emisora. Inicialmente fue una estación dedicada a los deportes, siendo la primera en cubrir eventos de fútbol en vivo. En 1942 se unen a la recientemente fundada Compañía Peruana de Radiodifusión, integrada por las estaciones Radio Lima, Radio América, Radio Callao, Radio Miraflores, Radio Goicochea, Radio Delcar, Radio Universal, Radio Continental de Arequipa, Radio Huánuco y Radio Cuzco (todas desaparecidas) y Radio Huancayo. 
Forma parte de la organización hasta el año 1943, cuando se separan de la red. Pero la emisora no para de crecer en audiencia hasta que en los años 1970, Ricardo Palma Michelsen le agregó el género informativo a la emisora, además de contar con un programa propio: Buenos días, Sr. Presidente, el cual se emitía de 7:00 a. m. a 9:00 a. m. En esa misma década, comienza sus emisiones por la banda FM de Lima, en la frecuencia 96.1 MHz para complementar a la estación AM en los 1250 kHz. No obstante, la estación FM emitía a baja potencia.  
En 1980, la estación aumentó la potencia de su señal. En 1986, la emisora  se trasladó desde Alcanfores hasta Manco Cápac 495, a pocos metros de donde fue el primer local de la radio. En ese entonces, ganó fama por el programa musical Maestra vida por el posteriormente congresista Luis Delgado Aparicio.
Si bien la SUNAT intentó cerrar la radio en 2003, la emisora continuó con grandes puntos de audiencia con La hora del Chino, en alusión a Alberto Fujimori. Inicialmente el programa se emitió brevemente desde septiembre de ese año, los sábados en la mañana. Este contó el apoyo de Jorge Morelli, periodista de Expreso.
En 2009, nuevamente la SUNAT tomo acciones legales para venderla debido a la evasión de impuestos por parte del dueño de la emisora, Ricardo Palma Michelsen. El 8 de octubre de 2010, luego de que Palma Michelsen denunciara ese suceso, la emisora fue vendida a Corporación Universal, la cual relanzó la estación como Radio Exitosa.

## Regreso
En 2017, la radio volvió como una plataforma de internet: Miraflores TV Digital, bajo la dirección de Ernesto Palma, emitiendo via remota a través del redes sociales y el sitio web www.radiomiraflores.pe con los programas que se emitían en la radio y con App en IOS y Android: @Miraflores.pe

## Frecuencias

### Actuales
- Lima Sur - 102.9 FM

### Anteriores
- Lima Este - 98.7 FM
- Lima - 96.1 FM / 1250 AM